# Pickering (North Yorkshire)
Pickering is een plaats (market town) en civil parish in het bestuurlijke gebied Ryedale, in het Engelse graafschap North Yorkshire met 6830 inwoners.

## Bezienswaardigheden
- De North Yorkshire Moors Railway is een zogenaamde 'heritage railway'. Het traject bedraagt 18 mijl (29 km) en is daarmee de tweede langste spoorlijn van dat soort in het Verenigd Koninkrijk.  De spoorlijn wordt uitgebaat door de North York Moors Historical Railway Trust maar ze wordt voornamelijk door vrijwilligers bemand. Meestal gaat het om een stoomtrein, soms legt een dieseltrein het traject af. Ongeveer 300 000 toeristen nemen jaarlijks deze trein.
- Pickering Castle
- Pickering Church is van Saksische oorsprong. De vroegste bouwfase van de huidige kerk wordt gedateerd in de 12de-13de eeuw. Belangrijke delen werden in de 14de en de 15de eeuw toegevoegd. In 1853 werden bij restauratiewerkzaamheden muurschilderingen ontdekt op de noord- en de zuidmuur van het schip. Het duurde nog tot 1876 eer de schilderingen gerestaureerd werden. Ze worden 'de meest volledige verzameling middeleeuwse muurschilderingen van Engeland' genoemd.